# Bruckneudorf
Bruckneudorf is een gemeente in de Oostenrijkse deelstaat Burgenland, gelegen in het district Neusiedl am See (ND). De gemeente heeft ongeveer 2600 inwoners.

## Geografie
Bruckneudorf heeft een oppervlakte van 36,7 km². Het ligt in het uiterste oosten van het land.
Andau · Apetlon · Bruckneudorf · Deutsch Jahrndorf · Edelstal · Frauenkirchen · Gattendorf · Gols · Halbturn · Illmitz · Jois · Kittsee · Mönchhof · Neudorf bei Parndorf · Neusiedl am See · Nickelsdorf · Pama · Pamhagen · Parndorf · Podersdorf am See · Potzneusiedl · Sankt Andrä am Zicksee · Tadten · Wallern im Burgenland · Weiden am See · Winden am See · Zurndorf
- Gemeinsame Normdatei: 4528550-0
- Library of Congress Control Number: n89146594
- Nationale Bibliotheek van Tsjechië: ge1209323
- Nationale Bibliotheek van Israël: 987007565023905171
- Virtual International Authority File: 168286755
- WorldCat: E39PBJvHfJ8qWW6Ym39GKJBtrq